# Direction(s)
Pour les articles homonymes, voir Direction.
 (mars 2011).
Si vous disposez d'ouvrages ou d'articles de référence ou si vous connaissez des sites web de qualité traitant du thème abordé ici, merci de compléter l'article en donnant les références utiles à sa vérifiabilité et en les liant à la section « Notes et références ».
Direction(s) est un magazine mensuel français destiné aux directeurs et cadres du secteur social et médico-social.
Lancé en octobre 2003, il appartient à Reed Business Information (RBI), éditeur spécialisé dans la presse d'information professionnelle.
Reed Business Information, filiale du groupe international Reed Elsevier, est présent en France depuis plus de dix ans. Outre Direction(s), ses principales marques sont Stratégies, Comundi, Prat Éditions, ESF éditeur, Reed Publishing, Reed Electronics Group, et les magazines EDN, EDN Europe, CIE et EPN. En 2007, Reed Business Information fait l'acquisition de la société Double Trade. En 2008, le groupe rachète Cosmédias, éditeur de titres spécialisés dans les parfums et cosmétiques.

## Description
Chaque mois, Direction(s) traite de l'actualité professionnelle du secteur social et médico-social, et propose une gamme d'outils pratiques, d'ouvrages, de conférences et de formations spécifiquement destinés à la gestion des établissements et services du secteur. 
Direction(s) publie également une newsletter hebdomadaire et met régulièrement à jour son site web avec des informations et des articles d'actualité.
Depuis juin 2006, son directeur de la publication est Antoine Duarte, ancien directeur général du groupe Yahoo! en France.
Le siège de Direction(s) se trouve à Issy-les-Moulineaux, dans les Hauts-de-Seine.

## Diffusion
Direction(s) est diffusé exclusivement par abonnement.

## Concurrence
- Actualités sociales hebdomadaires (ASH)
- Travail social actualités (TSA)